# 花嫁 (はしだのりひことクライマックスの曲)
「花嫁」（はなよめ）は、はしだのりひことクライマックス名義のファースト・シングル。1971年1月10日発売。発売元は東芝音楽工業（現：EMIミュージック・ジャパン）。

## 解説
- ギターのイントロから始まる、1970年代フォークソングを代表する楽曲のひとつ。ヴォーカルは、藤沢ミエで、このギターは石川鷹彦が弾いている。1971年2月15日・22日付のオリコン週間ヒット・チャートで2週連続第1位を獲得したほか、同年の年間ヒットチャートで第7位を記録した。累計売上はミリオンセラーを記録[1]。
- 歌詞は花嫁が「帰れない　何があっても」「何もかも捨てた」と誓い、花嫁衣装もなく、夫になる人の元へ夜汽車で1人で旅立つ内容であり、駆け落ちを描いたものである。駆け落ちはそれまでテーマ的に暗いものとされ、演歌の題材にはなっていたが、それをさわやかで明るく前向きに表現した衝撃的な作品と評された[1]。
- シングル盤のジャケット内側にはメンバーのプロフィールが記載されているが、かなりふざけた内容になっている（例としてはしだのりひこの身長が「1ミクロ」、体重が「0.5mmg」など）。
- 本シングルのヒットにより、大晦日放送の『第22回NHK紅白歌合戦』に初出場を果たした。メイン・ヴォーカルが女性の場合、リーダーや他メンバーが全員男性でも紅組になることが多いが[2]、本グループは白組として出演した。紅白での歌唱映像は、民間放送で本楽曲が紹介される際に貸し出されることがある[3]。
- 1980年放送の桃屋「ごはんですよ!」のテレビCM「思い出のフォーク篇」において「花嫁」が使用された[4]。
- 多摩地区にある家具店「村内ファニチャーアクセス」のコマーシャルソングに起用されていたことがある。
- 「花嫁」の詞は北山修が書いたものとは別にもうひとつあり、レコーディング時にはしだから突然知らされた北山は驚いたが、こっちでも歌入れさせてくれと懇願され、歌入れ後どちらの詞を選ぶかもめていたところ、たまたま遊びに来ていた岡林信康が北山版を気に入ったことから決まった。このことがきっかけで北山とはしだは30年近く仲違いしていたが、はしだが入院時にこの件について北山に詫びたことで和解することになったと[5]、『週刊現代』2019年3月9日号の「週現『熱討スタジアム』」でも北山が告白している。

## 収録曲
Side-A
1. 花嫁 （2:51）
  - 作詞: 北山修 、作曲: 端田宣彦・坂庭省悟 、編曲: 青木望

Side-B
1. この道
  - 作詞: 北山修 、作曲: 端田宣彦 、編曲: 青木望

## 参加ミュージシャン
- ドラム：猪俣猛
- エレクトリックベース：鈴木淳
- エレクトリックギター：杉本喜代志、水谷公生
- アコースティックギター：石川鷹彦
- パーカッション：川原正美
- トランペット：宮下明、福島照之
- テナーサックス：三森一郎、金井陽一
- バリトンサックス：原田忠幸
- ストリングス：多アンサンブル

## 収録作品
- はしだのりひことクライマックス結成コンサート実況盤（1971年8月5日、2003年9月29日にCD化[6]） - M-1・2
- 25ばあすでい・こんさあと（1971年9月5日、2003年9月29日に紙ジャケットでCD化） - M-1
- TWIN BEST フォーク・クルセダーズ・アンド・ゼン（1998年3月28日） - M-1・2
- 1971 フォーク・ジャンボリー VOL.2（1998年8月7日） - M-1
- 青春歌年鑑 1971 BEST30（2000年11月22日） - M-1
- はしだのりひこメモリアル・ベスト（2002年10月9日） - M-1・2
- フォーク伝説 Respect for Takahiko Ishikawa（2008年5月7日） - M-1
- 坂庭省悟メモリアルアルバム「心の旅」（2009年12月12日 - Disk 3 - M-6
- GOLDEN☆BEST はしだのりひこ（2010年12月8日） - M-1

## カバーした主な歌手
セルフカヴァー
- 北山修（作詞者） - 『青春詞歌集』（1981年12月21日発売、1995年4月19日にCD化[7]）収録

カヴァー
- 美空ひばり - 『歌謡曲50年（第14集）』（1976年10月1日）収録
- 天地真理 - 『虹をわたって』（1972年12月21日、1991年9月15日にCD選書化[8]）収録
- 小柳ルミ子 - 『春のおとずれ』（1973年3月10日、2002年5月21日にCD-BOXでCD化）収録
- 佐良直美 - 『素晴らしいフォークの世界』（1971年8月5日、2005年3月9日にCD化）収録
- 深津絵里 - 『ひとりずつのふたり / 花嫁』（1992年2月21日）収録
- まきのめぐみ - 音楽配信限定発売
- メロン記念日 - 『FOLK SONGS 2』（2002年5月22日）収録
- Mi-Ke - 『忘れじのフォーク 白い2白いサンゴ礁』（1992年4月8日）収録
- いしだあゆみ - 『昭和おとなカヴァー』（2008年3月19日）収録
- 茉奈 佳奈 - 『ふたりうた2』（2009年8月12日）収録
- 五十川清 - 『坂庭省悟メモリアルアルバム「心の旅」』（2009年12月12日）収録
- 坂本冬美 - 『Love Songs V 〜心もよう〜』（2014年11月26日）収録

※『（かっこ）』はアルバム・タイトル名